# Sydney Tamiia Poitier
Sydney Tamiia Poitier (Los Angeles, 15 novembre 1973) è un'attrice statunitense.
È la figlia dell'attore Sidney Poitier e di sua moglie Joanna Shimkus.

## Biografia
Nella serie Joan of Arcadia interpretò Rebecca Skew, la ragazza di cui si era innamorato Kevin, il fratello più anziano di Joan. Inoltre recitò per un breve periodo in Veronica Mars prima che la serie si focalizzasse su personaggi diversi (la sua aura di mistero esigeva più guest star per ogni episodio ed il personaggio della Poitier presto risultò periferico alle vicende narrate). Il ruolo interpretato in entrambe le serie era correlato al mondo del giornalismo: in Joan of Arcadia lavorava sul giornale con Kevin, in Veronica Mars era l'insegnante di giornalismo di Veronica. La sua più nota apparizione sul grande schermo è quella nel ruolo di Jungle Julia in Grindhouse - A prova di morte, uno dei due episodi del film Grindhouse, diretto da Quentin Tarantino. Nel 2014 prende parte alla serie televisiva Chicago P.D., nel ruolo della detective Mia Sumner. Dal 2018 interpreta la detective Sam Shaw nella serie Carter.

## Filmografia parziale

### Cinema
- Park Day, regia di Sterling Macer Jr. (1998)
- Imparare a volare (Free of Eden), regia di Leon Ichaso - film TV (1999)
- Fino a prova contraria (True Crime), regia di Clint Eastwood (1999)
- MacArthur Park, regia di Billy Wirth (2001)
- The Devil Cats, regia di Anika Poitier (2004)
- 9 vite da donna (Nine Lives), regia di Rodrigo García (2005)
- The List, regia di Brandon Sonnier (2006)
- Hood of Horror, regia di Stacy Title (2006)
- Grindhouse - A prova di morte, regia di Quentin Tarantino (2007)
- Blues, regia di Brandon Sonnier (2008)
- Clinical, regia di Alistair Legrand (2017)

### Televisione
- L'arca di Noè (Noah's Ark), regia di John Irvin – film TV (1999)
- First Years - serie TV, 9 episodi (2001)
- On the Edge, regia di Helen Mirren - film TV, episodio Happy Birthday (2001)
- Abby - serie TV, 10 episodi (2003)
- The Twilight Zone - serie TV, episodio 1x35 (2003)
- Joan of Arcadia - serie TV, 8 episodi (2004)
- Veronica Mars - serie TV, 7 episodi (2004)
- Grey's Anatomy – serie TV, episodio 2x25 (2006)
- Knight Rider - serie TV, 12 episodi (2008-2009)
- Private Practice - serie TV, episodio 5x05 (2011)
- Hawaii Five-0 - serie TV, episodio 3x06 (2012)
- Chicago P.D. - serie TV, 7 episodi (2014)
- Carter – serie TV, 20 episodi (2018-2019)

## Doppiatrici italiane
Nelle versioni in italiano delle opere in cui ha recitato, Sydney Tamiia Poitier è stata doppiata da:
- Federica De Bortoli in 9 vite da donna, Grey's Anatomy
- Claudia Catani in Veronica Mars
- Chiara Colizzi in Grindhouse - A prova di morte
- Eleonora De Angelis in Knight Rider
- Francesca Manicone in Private Practice (ep. 4x16)
- Letizia Scifoni in Private Practice (ep. 5x05)
- Francesca Fiorentini in Chicago P.D.
- Anna Voltaggio in Clinical
- Laura Romano in Carter